# Peter Fitzpatrick

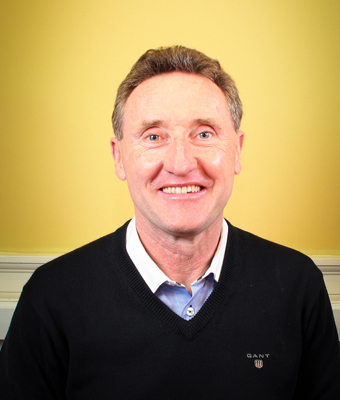
Peter Fitzpatrick, 2016

Peter Fitzpatrick (irisch Peadar Mac Giolla Phádraig; * 11. Mai 1962 in Dundalk, County Louth) ist ein ehemaliger irischer Politiker, der von 2011 bis 2024, zunächst bis 2018 für die Fine Gael, dann als parteiloser Abgeordneter (Teachta Dála) im Unterhaus (Dáil Éireann) saß.

## Biografie
Fitzpatrick erzielte mehrere sportliche Erfolge als Left Half Back im Gaelic Football. 1987 wurde er Soldat im 27. Infantriebattalion der Irish Defence Force. 1990 schied er dort wieder aus. 
Von 2009 bis 2012 war er Trainer für die Auswahl von Louth im Gaelic Football.
2011 trat er für die Fine Gael im Wahlkreis Louth an und errang einen Sitz, den er auch 2016 und 2020 verteidigen konnte.
2018 erklärte er, dass er gegen die Liberalisierung des Abtreibungsrecht sei. Nach dem Referendum trat er dann aus der Fine Gael aus und bei den Wahlen 2020 als Unabhängiger an.